# Joe Orlando
Joe Orlando (Bari, 4 aprile 1927 – Manhattan, 23 dicembre 1998) è stato un disegnatore, fumettista e editore italiano naturalizzato statunitense. È stato vicepresidente della DC Comics per molti anni ed anche editore associato di Mad.

## Carriera
Dopo essere arrivato negli Stati Uniti d'America nel 1929, iniziò a disegnare ad una giovane età, frequentando corsi artistici in un club di ragazzi suoi vicini quando aveva sette anni. Continuò questi corsi fino ai 14 anni, vincendo premi ogni anno nelle competizioni, compresa una medaglia di bronzo nel concorso John Wanamaker. Nel 1941, cominciò a frequentare la School of Industrial Art (in seguito nota come High School of Art and Design), in cui studiò disegno. Questa scuola era stata il punto di partenza per altri disegnatori di fumetti come Richard Bassford, Frank Giacoia, Larry Hama, Carmine Infantino, Rocke Mastroserio, Alex Toth e il futuro letterer di fumetti Gaspar Saladino. Infantino e Orlando rimasero amici stretti per anni. Mentre Orlando era ancora uno studente, disegnò le sue prime illustrazioni pubblicate: delle scene de Il principe e il povero di Mark Twain per un libro di testo delle superiori.
Dopo essersi diplomato, il giovane Orlando entrò nell'Esercito degli Stati Uniti e venne assegnato ai Corpi di Polizia Militare, ed in seguito venne mandato per 18 mesi in Europa. Da Le Havre, venne inviato ad Anversa e quindi in Germania, dove decorò garage e sorvegliò provviste strategiche per le forze di occupazione.
Dopo il congedo nel 1947, ritornò a New York ed iniziò a studiare all'Art Students League grazie al GI Bill. Entrò nel campo dei fumetti nel 1949 quando Lloyd Jacquet lo assegnò al disegno della serie orientata al cattolicesimo Treasure Chest. Questo lavoro fu una storia di "Chuck White" che gli venne pagata nove dollari per pagina per le chine e i disegni. Al Jacquet Studio incontrò il disegnatore Tex Blaisdell, e i due in seguito fecero coppia in molti progetti.
Nei primi anni cinquanta, fu un assistente di Wally Wood in storie per diversi editori, compresi Fox, Youthful, Avon ed EC Comics prima di divenire un disegnatore regolare dello staff con la EC nell'estate del 1951. Al tempo, alla EC guadagnava 25 dollari a pagina, e poco dopo che le prime storie con il suo nome vennero pubblicate dalla EC quell'estate, sposò la sua prima moglie, Gloria, nel settembre del 1951. I suoi contributi a Weird Fantasy della EC gli valsero l'entrata nella "Sci-Fi Top 100" di Entertainment Weekly.
Dopo la EC, dal 1956 al 1959, disegnò adattamenti Classics Illustrated, compresi Ben-Hur, Racconto di due città e Kim di Rudyard Kipling. In aggiunta ai molti contributi a Mad della EC (dal 1960 al 1969), Orlando ha sceneggiato anche la striscia comica Little Orphan Annie a partire dal 1964. Ha realizzato copertine per Newsweek e New Times, e altre sue illustrazioni sono comparse in National Lampoon, in alcuni libri per bambini e in numerosi fumetti. Ha anche lavorato alla progettazione di giocattoli, al packaging e alla pubblicità. Le vendite di Sea Monkeys di Harold von Braunhut aumentarono considerevolmente dopo che Orlando disegnò una serie di pubblicità insolite che mostravano il regno, incantato e pacifico, di creature sottomarine.
Per il magazine di fumetti horror in bianco e nero della Warren Publishing Creepy, che debuttò nel 1964, Orlando non fu solo un disegnatore ma anche uno story editor nei primi numeri. Nel 1992, lo show televisivo in presa diretta di breve durata The Amazing Live Sea Monkeys utilizzò i disegni dei personaggi originariamente disegnati da Orlando per le pubblicità del fumetto di Sea Monkeys.
Dopo 16 anni di freelancing, divenne redattore della DC Comics nel 1968, e gestì House of Mystery, Plop! e altri titoli come Swamp Thing, The Witching Hour e Weird War Tales, ed infine divenne Vice Presidente della DC stando a capo del Dipartimento dei Progetti Speciali della compagnia. Orlando ha avuto una lunga collaborazione di lavoro con il prolifico addetto al lettering Ben Oda, abbozzando degli effetti del lettering che Oda completava. Alla DC, durante gli anni novanta, Orlando fu lieto di scoprire che il designer-tipografo Rick Spanier, lavorando su un computer Macintosh, poteva creare gli stessi accorgimenti realizzativi di Oda ai suoi abbozzi. Queste collaborazioni tra Orlando e Spanier vennero raccolte nella Superman Style Guide della DC e in altre guide allo stile della DC.
Durante gli anni ottanta, Orlando cominciò a tenere corsi alla School of Visual Arts, continuando  lì come insegnante di disegno per molti anni. Dopo la morte dell'editore di Mad William Gaines, Time Warner passò Mad alla DC Comics, e Orlando divenne editore associato della rivista nel 1992, dopo aver lavorato brevemente sul fumetto Uomo mascherato della DC. Sebbene si fosse ritirato dalla DC nel 1996, conservò comunque una carica  a Mad per cui lavorò sul concept delle sue copertine e ad altri progetti per i due anni seguenti. Al momento della sua morte nel 1998, lasciò sua moglie Karin, e quattro figli; la sua famiglia richiese donazioni per il Joe Orlando Scholarship Fund alla School of Visual Arts. I suoi lavori per la EC Comics sono stati ristampati quasi interamente negli ultimi anni dall'editore Russ Cochran. Le ristampe di Cochran della linea della EC Picto-Fiction, contenenti ulteriori illustrazioni di Orlando, sono state pubblicate nel 2006.
Orlando è comparso in Watchmen di Alan Moore come disegnatore della serie di fumetti fittizia I Racconti del Veliero Nero.